# Anatoli Jruliov
Anatoli Jruliov (Naro-Fominsk, 3 de junio de 1955) es el comandante del 58 Ejército del Ejército Ruso que participó en Osetia del Sur durante la Guerra en Osetia del Sur de 2008. Fue herido por los georgianos el 9 de agosto de 2008 mientras se movía con sus tropas a Tsjinval, capital de Osetia del Sur.